# Vincenzo Balzamo
Vincenzo Balzamo (Colli a Volturno, 3 aprile 1929 – Milano, 2 novembre 1992) è stato un politico italiano, Ministro per il coordinamento delle iniziative per la ricerca scientifica e tecnologica nel 1980 e Ministro dei trasporti dal 1981 al 1982.

## Carriera politica
Iscritto al partito dal 1949, venne notato da Rodolfo Morandi, il dirigente che si pose il problema di ricostruire l'apparato del partito. Nel 1959 conquistò la segreteria nazionale del movimento giovanile socialista, trasformato poi in Fgsi. Dopo un periodo trascorso a Napoli come corrispondente dell'"Avanti!", è stato fondatore e direttore del quindicinale "La Conquista". Inoltre ha collaborato alla realizzazione di Critica Sociale.
Nel 1965 venne eletto sindaco nel suo paese natale, Colli a Volturno in provincia di Isernia e rimase in carica fino al 1973, contribuendo alla realizzazione di numerose opere pubbliche, nonché allo sviluppo economico e culturale della sua cittadina.
Venne eletto parlamentare della circoscrizione Brescia-Bergamo dal 1972. Successivamente venne rieletto per altre cinque legislature, l'ultima nel 1992. Durante la sua attività parlamentare fu primo proponente della legge 194 del 1978 sull'interruzione volontaria della gravidanza. Brescia era per lui una seconda casa.
Dopo aver ricoperto vari incarichi all'interno del partito, nel 1985 durante la segreteria di Bettino Craxi, diventò segretario amministrativo nazionale del PSI, nonché tesoriere del PSI. Balzamo propose numerose leggi di riforma tra le quali quelle per la polizia, i tribunali militari, i servizi segreti, le intercettazioni telefoniche, la leva militare, il consiglio nazionale delle ricerche e la sicurezza del volo.
Nel maggio del 1988 tornò per l'ultima volta a Colli a Volturno in occasione della vittoria della lista socialista, guidata da Antonio Incollingo, alle locali elezioni comunali.
Dopo la sua morte, nel 1992, gli subentrò alla Camera il deputato sordo Stefano Walter Bottini.

## Procedimenti giudiziari
Il 14 ottobre 1992, in piena Tangentopoli, ricevette un avviso di garanzia dai giudici milanesi nel corso dell'inchiesta Mani Pulite, in cui gli si contestò di aver violato la legge sul finanziamento pubblico dei partiti e di essere stato, per la carica che ricopriva all'interno del partito, il destinatario delle tangenti riservate al Partito Socialista.

## Morte
Colpito da infarto miocardico esteso ed operato d'urgenza il 26 ottobre, Balzamo morì all'Ospedale San Raffaele di Milano la mattina del 2 novembre 1992 all'età di 63 anni,  prima che potesse iniziare un processo nei suoi confronti.
I funerali si svolsero il 4 novembre a Roma nella Chiesa di San Pio X alla Balduina, alla presenza di Bettino Craxi, del sindaco della capitale Franco Carraro, dei presidenti delle Camere Giorgio Napolitano e Giovanni Spadolini, e di numerosi uomini di spicco del partito socialista come Claudio Martelli e Gianni De Michelis.

## Pubblicazioni
- Diritti civili e libertà democratiche, Venezia, Marsilio Editori, 1975.
- Ordine pubblico e sicurezza democratica, Firenze, La Nuova Italia, 1976.
- Cittadini in uniforme (Lerici)
- I trasporti: dalle idee ai fatti (Ed. Colombo)
- Opinioni a confronto (Ed. Capitol)
- Eversione, democrazia e rinnovamento dello Stato (Ed. Teti)
- Una società in cammino (Ed. Colombo)
- I giorni difficili della Repubblica (SugarCo Edizioni)